# 川勝広當 (讃岐守)
川勝 広當（かわかつ ひろまさ）は、江戸時代中期の旗本。広恒流川勝家の4代当主。

## 生涯
享保元年（1716年）、川勝広良の嫡男として江戸に生まれた。享保8年（1723年）9月2日、父広良の死去により、わずか8歳で家督（武蔵・下総・常陸内550石）を継いだ。後に百手的の台覧の列にあって、黄金二枚を給わった。
元文2年（1737年）12月25日、江戸城西の丸の小納戸役に列して、同日に布衣を着る事を許された。元文3年（1738年）12月15日、西の丸小姓に転じた。寛保元年（1741年）12月19日、従五位下、讃岐守に叙任し、寛保2年（1742年）6月10日に将軍徳川吉宗から國正の御刀を拝賜した。
延享2年（1745年）9月朔日、江戸城本城の勤めとなったが、延享3年（1746年）11月24日、31歳で早世した。家督は末期養子の広豊が継いだ。